# Vela nos Jogos Olímpicos de Verão de 1952 - 5.5 Metre
As provas da classe 5.5 Metre da vela nos Jogos Olímpicos de Verão de 1952 ocorreram entre 20 e 28 de julho daquele ano em Harmaja, ilha nos arredores de Helsinque, na Finlândia. O programa compunha sete regatas. Para esta classe, houve 50 velejadores de 16 nações inscritas.

## Medalhistas
O trio estadunidense Britton Chance, Michael Schoettle, Edgar White e Sumner White finalizou a competição em primeiro lugar e conquistou a medalha de ouro. A prata firmou-se com os noruegueses Peder Lunde, Vibeke Lunde e Børre Falkum-Hansen. Por fim, a medalha de bronze ficou com Folke Wassén, Carl-Erik Ohlson e Magnus Wassén, da Suécia.
|  | USA Estados Unidos                                        |  | NOR Noruega                                  |  | SWE Suécia                                  |
|  | Britton Chance Michael Schoettle Edgar White Sumner White |  | Peder Lunde Vibeke Lunde Børre Falkum-Hansen |  | Folke Wassén Carl-Erik Ohlson Magnus Wassén |

## Resultados
Estes foram os resultados da competição:
| Pos.              | Tripulação                                                                            | Embarcação  | Regata I | Regata I | Regata II | Regata II | Regata III | Regata III | Regata IV | Regata IV | Regata V | Regata V | Regata VI | Regata VI | Regata VII | Regata VII | Total de pontos | Total -1 |
| Pos.              | Tripulação                                                                            | Embarcação  | Pos.     | Pts.     | Pos.      | Pts.      | Pos.       | Pts.       | Pos.      | Pts.      | Pos.     | Pts.     | Pos.      | Pts.      | Pos.       | Pts.       | Total de pontos | Total -1 |
| ----------------- | ------------------------------------------------------------------------------------- | ----------- | -------- | -------- | --------- | --------- | ---------- | ---------- | --------- | --------- | -------- | -------- | --------- | --------- | ---------- | ---------- | --------------- | -------- |
| Medalha de ouro   | USA Britton Chance Michael Schoettle Edgar White Sumner White                         | Complex II  | 4        | 703      | 1         | 1305      | 10         | 305        | 11        | 264       | 3        | 828      | 1         | 1305      | 1          | 1305       | 6015            | 5751     |
| Medalha de prata  | NOR Peder Lunde Vibeke Lunde Børre Falkum-Hansen                                      | Encore      | 2        | 1004     | 5         | 606       | 2          | 1004       | 2         | 1004      | 10       | 305      | 2         | 1004      | 4          | 703        | 5630            | 5325     |
| Medalha de bronze | SWE Folke Wassén Carl-Erik Ohlson Magnus Wassén                                       | Hojwa       | 1        | 1305     | 10        | 305       | 1          | 1305       | 3         | 828       | 7        | 460      | 9         | 351       | 13         | 191        | 4745            | 4554     |
| 4                 | POR Duarte de Almeida Bello Fernando Pinto Coelho Bello Júlio de Sousa Leite Gourinho | Sjöhäxa     | 6        | 527      | 4         | 703       | 5          | 606        | 1         | 1305      | 8        | 402      | 4         | 703       | 5          | 606        | 4852            | 4450     |
| 5                 | ARG Rodolfo Vollenweider Tomás Galfrascoli Ludovico Kempter                           | Gullvinge   | 3        | 828      | 9         | 351       | 4          | 703        | 7         | 460       | 2        | 1004     | 7         | 460       | 6          | 527        | 4333            | 3982     |
| 6                 | GBR Robert Perry John Dillon Neil Aylmer Kennedy-Cochran-Patrick                      | Unique      | 11       | 264      | 11        | 264       | 7          | 460        | 5         | 606       | 1        | 1305     | 11        | 264       | 3          | 828        | 3991            | 3727     |
| 7                 | RSA Noel Horsfield Joe Ellis-Brown Eric Beningfield                                   | Shoveller   | 12       | 226      | 13        | 191       | 3          | 828        | 6         | 527       | 6        | 527      | 3         | 828       | 8          | 402        | 3529            | 3338     |
| 8                 | FIN Hans Dittmar Aarne Castrén Erik Stadigh                                           | Teresita    | 8        | 402      | 3         | 828       | 12         | 226        | 10        | 305       | 9        | 351      | 8         | 402       | 2          | 1004       | 3518            | 3292     |
| 9                 | GER Hans Lubinus Hans-Hermann Magnussen Ludwig Bielenberg                             | Tom Kyle    | 7        | 460      | 14        | 159       | 8          | 402        | 8         | 402       | 4        | 703      | 6         | 527       | 9          | 351        | 3004            | 2845     |
| 10                | ITA Dario Salata Giorgio Audizio Egone Jakin                                          | Mirtala     | 9        | 351      | 6         | 527       | 9          | 351        | 4         | 703       | 13       | 191      | 12        | 226       | 7          | 460        | 2809            | 2618     |
| 11                | DEN Poul Ohff Henning Christensen Ingemann Bylling Jensen                             | Jill        | 5        | 606      | 7         | 460       | DNF        | 0          | 13        | 191       | 5        | 606      | 5         | 606       | DSQ        | 0          | 2469            | 2469     |
| 12                | SUI Henri Copponex Markus Schurch Pierre Chuit                                        | Tam-Tam II  | 13       | 191      | 2         | 1004      | DSQ        | 0          | 14        | 159       | 15       | 129      | 13        | 191       | DSQ        | 0          | 1674            | 1674     |
| 13                | NED Wim de Vries Lentsch Flip Keegstra Piet Jan van der Giessen                       | De Ruyter   | 14       | 159      | 8         | 402       | 11         | 264        | 12        | 226       | 14       | 159      | 10        | 305       | 12         | 226        | 1741            | 1582     |
| 14                | FRA Jean Roux-Delimal Jacques Allard Noël Calone                                      | Damoiselle  | 10       | 305      | 16        | 101       | 6          | 527        | 15        | 129       | 16       | 101      | 15        | 129       | 11         | 264        | 1556            | 1455     |
| 15                | BAH Don Pritchard Basil McKinney Basil Kelly Godfrey Higgs                            | Yeoman      | 15       | 129      | 12        | 226       | 13         | 191        | 9         | 351       | 12       | 226      | 16        | 101       | 10         | 305        | 1529            | 1428     |
| 16                | URS Konstantin Aleksandrov Lev Alekseyev Pavel Pankrashkin                            | Burevestnik | 16       | 101      | 15        | 129       | 14         | 159        | 16        | 101       | 11       | 264      | 14        | 159       | 14         | 159        | 1072            | 971      |

### Classificação diária

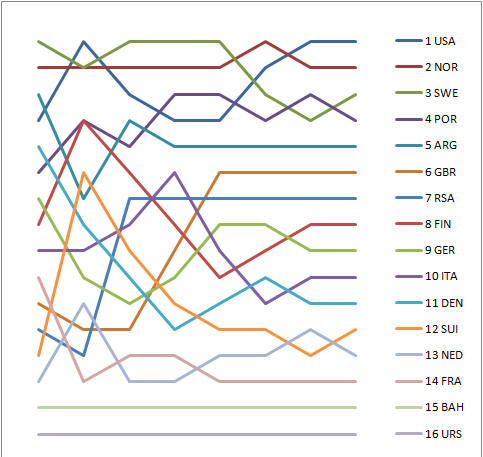
Gráfico mostrando a classificação diária na classe.